# Robești (okręg Alba)
Robești – wieś w Rumunii, w okręgu Alba, w gminie Sohodol. W 2011 roku liczyła 10 mieszkańców.